# Coal Creek Patrol Cabin
La Coal Creek Patrol Cabin est une cabane en rondins dans le comté de Flathead, dans le Montana, aux États-Unis. Protégée au sein du parc national de Glacier, cette construction du National Park Service réalisée dans le style rustique du National Park Service est inscrite au Registre national des lieux historiques depuis le 1er juillet 1999.